# Даркстор
Дарксто́р (с англ. — «dark store» — «тёмный магазин») — специальный формат склада, в котором собирают товары для формирования онлайн-заказов и дальнейшей передачи в доставку. Обычно это продукты питания, бытовая химия и популярные недорогие товары, нужные в быту.

## Принцип работы

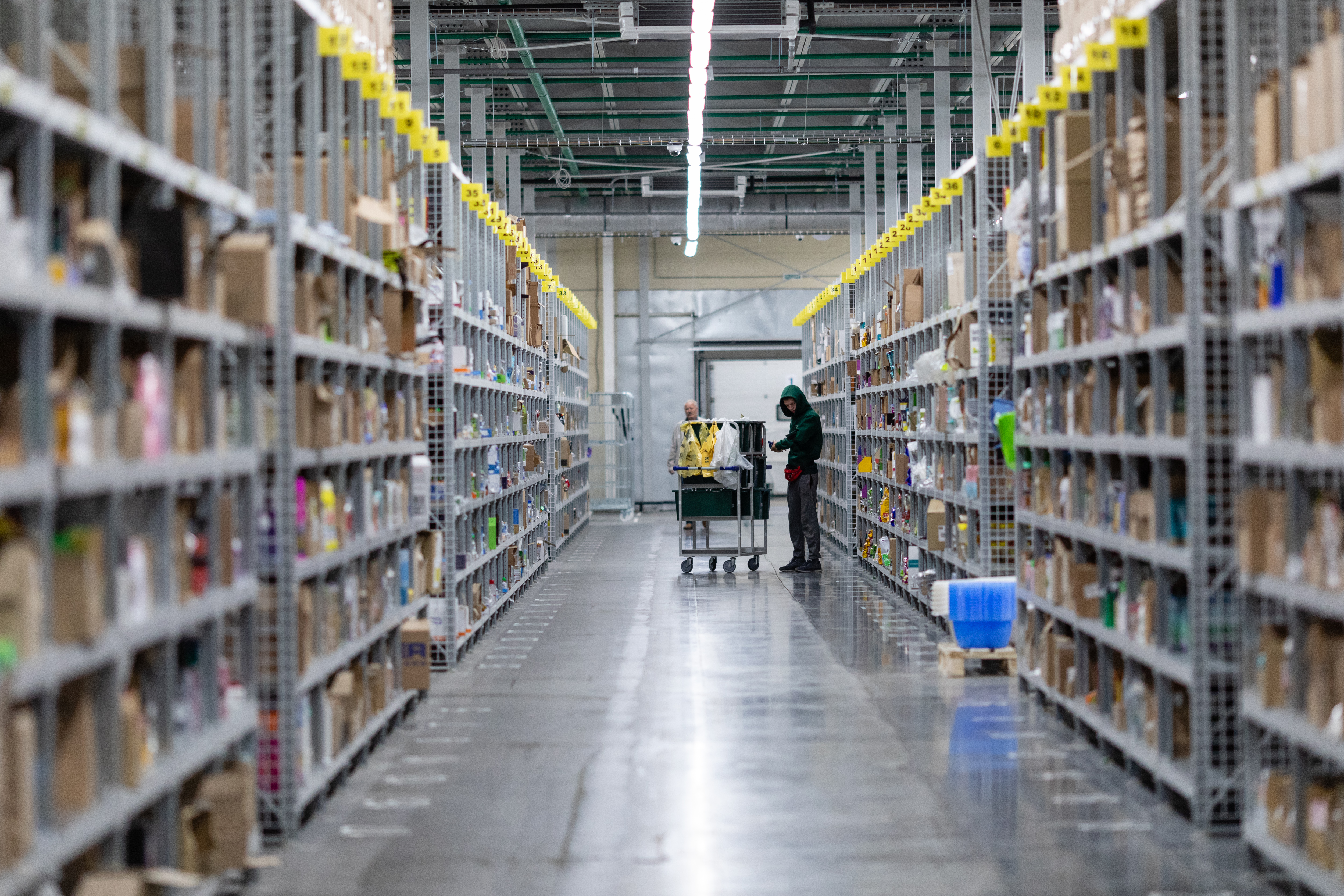
Даркстор сети «Перекрёсток»

Дарксторы недоступны для посещения покупателями. На складе работают специальные сборщики заказов, задача которых набрать заказ из имеющихся товаров и передать курьеру для доставки. Обустройство даркстора сильно отличается от обустройства розничного магазина или склада товаров. Товары в дарксторах сгруппированы по тому, как часто они попадают в заказы, а также по весу и объёму.
Большие дарксторы располагаются, как правило, в складских помещениях с широкими проходами, в которых одновременно может работать большое количество сборщиков. Небольшие дарксторы, из которых доставка осуществляется за 15—60 минут, могут располагаться на первых этажах и в подвалах жилых домов и административных зданий.

## История
Первые дарксторы появились в Лондоне в начале 2000-х в сети Sainsbury’s, но склад был вынужден быстро закрыться из-за низкого количества заказов. Повторно эта модель была использована в Англии сетью Tesco в 2009 году, там же и появился термин «dark store». С середины 2010-х дарксторы развиваются и в российской рознице. Стремительное развитие формат дарксторов получил во время пандемии COVID-19, когда ритейлеры стали предлагать покупателям быструю доставку продуктов в течение часа. Появились компании, которые работают только на доставку из дарксторов, не имея при этом традиционных розничных магазинов.
Однако есть случаи, когда из-за жалоб жителей на шум и большое скопление людей (курьеров) компании вынуждены отказываться от дарксторов в конкретных жилых домах и целых районах. Так, в начале 2022 года в Амстердаме было запрещено открывать новые дарксторы.